# Józef Cieślik
Józef Cieślik (ur. 6 listopada 1894 w Brzeziu - zm. 26 listopada 1975 w Raciborzu) – powstaniec śląski, działacz narodowy.
Pracował w fabryce maszyn Hegenscheidt w Raciborzu oraz jako górnik w kopalni "Anna" w Pszowie. Od 1919 r. należał do Polskiej Organizacji Wojskowej Górnego Śląska. W 1919 więziony w Raciborzu za rzekomy zamach na bojówkarzy niemieckich w Brzeziu. Brał czynny udział w pracach Polskiego Komitetu Plebiscytowego w Raciborzu. Podczas III powstania dowódca plutonu sztabowego 4 pułku strzelców raciborskich. W okresie międzywojennym członek Związku Powstańców Śląskich w Brzeziu i przewodniczący Związku Młodzieży Powstańczej w b. powiecie raciborskim. Założył w Brzeziu oddział Towarzystwa Gimnastycznego "Sokół". Po wybuchu II wojny i wkroczeniu wojsk hitlerowskich był poszukiwany przez władze niemieckie. Z początku ukrywał się w okolicy Brzezia, a następnie przedostał się na teren Generalnej Guberni. Pracował tam w majątku rolnym i był aktywnym członkiem Batalionów Chłopskich. 
W 1945 powrócił do Brzezia. Tu wspólnie z Pawłem Wawrzycznym przyczynił się do uruchomienia szkoły podstawowej. Był także wójtem w Brzeziu n. Odrą, a później gminy zbiorczej w Pogrzebieniu. Zainicjował budowę Pomnika Powstańców Śląskich i Ofiar II Wojny, który odsłonięty został w Brzeziu w 1969 r. Za udział w powstaniach otrzymał stopień podporucznika. Uhonorowany licznymi odznaczeniami m in.  Odznaczony Krzyżem na Śląskiej Wstędze Waleczności i Zasługi.